# Megapyge
Megapyge is een monotypisch geslacht van spinnen uit de  familie van de Thomisidae (krabspinnen).

## Soort
- Megapyge rufa Caporiacco, 1947